# Масканур (Новоторъяльский район, село)
 Масканур  — село в Новоторъяльском районе Республики Марий Эл. Административный центр Масканурского сельского поселения.

## География
Находится в северо-восточной части республики Марий Эл на расстоянии приблизительно 12 км по прямой на север-северо-запад от районного центра посёлка Новый Торъял.

## История
Известно с 1845 года как село Толмань, в котором только была построена церковь во имя Иоанна Богослова. В 1859 годах был освящён каменный храм, а деревянная церковь в 1871 году была перестроена и освящена во имя трёх святителей — Василия Великого, Григория Богослова и Иоанна Златоуста. В 1874 году в селе Толманское при речке Малая Толмань в 8 домах проживали 17 мужчин и 27 женщин, крестьян в селе не было. В 1933 году церковь Иоанна Богослова закрыли, но возобновили службу в 1947 году. В 1925 году в селе проживали 30 человек, все русские. В 1970 году в селе числилось 138 человек, в 1981 году было 81 хозяйство, 253 жителя. В 1999 году насчитывалось 150 дворов, 441 житель (238 русских, 185 мари). В советское время работали колхозы «Красное знамя» и «Масканурский».

## Население
Население составляло 394 человека (русские 56 %, мари 31 %) в 2002 году, 349 в 2010.